# Prevotella
Prevotella – rodzaj beztlenowych bakterii Gram-ujemnych. Do rodzaju należą polimorficzne pałeczki, których wzrost jest hamowany w obecności 20% żółci. Wchodzą w skład mikroflory jamy ustnej. Są wykrywane w kale człowieka

## Chorobotwórczość
- Zapalenie dziąseł
- Zapalenie gardła
- Zapalenie migdałków
- Bakteryjne zapalenie pochwy (BV)[3]

## Przedstawiciele
- Prevotella bivia
- Prevotella disiens
- Prevotella corporis
- Prevotella denticola
- Prevotella intermedia
- Prevotella loescheii
- Prevotella melaninogenica

## Antybiotykoterapia
Wykazano działanie tygecykliny na patogeny z rodzaju Prevotella. Pałeczki są bardzo wrażliwe na działanie olejku cedrowego.